# Bergamasco (gmina we Włoszech)
Bergamasco – miejscowość i gmina we Włoszech, w regionie Piemont, w prowincji Alessandria.
Według danych na styczeń 2010 gminę zamieszkiwały 772 osoby przy gęstości zaludnienia 58 os./1 km².